# Brasão de armas de Andorra
O brasão de armas de Andorra (em catalão:   Escut d'Andorra ) existe há séculos. É o brasão de armas nacional de Andorra, desde 1969. A primeira referência de que há documentos, data de 1150, no sêlo de Ramón Berenguer IV, e é o símbolo heráldico mais antigo em uso, anterior à bandeira da Dinamarca.
Abaixo do escudo de armas está inscrito o lema Virtus Unita Fortior (que em latim significa "Virtude unida é mais forte"). O brasão de armas também aparece na bandeira de Andorra.
Descrição das armas: esquartelado, o 1º quartel de vermelho com a mitra e o báculo de bispo, o 2º quartel de ouro, com três palas em vermelho, o 3º quartel de quatro palas em vermelho, o 4º quartel com duas vacas em passante.
As armas de Andorra, fazem referência ao primeiro Bispo de La Seu d'Urgell; às armas da comuna francesa de Foix; às da região espanhola da Catalunha; e às armas da antiga província francesa de Bearn, o atual departamento Pirenéus Atlânticos.

## Evolução do brasão

Brasão de armas antes do século XVI.
Brasão de armas (1580)
(1800 - 1931)
(1931 - 1949)
(1949 - 1959)
(1959 - atualidade)
Brasão do Bispo de Urgel (Copríncipe Catalão) (1800 - 1959)
Brasão do copríncipe francês (1870 - 1959)
Brasão de armas das Altas Autoridades e Chefes de Governo